# Герхмахи
Герхмахи (дарг. Хӏерхмахьи, в пер. «Отсёлок у реки») — село в Акушинском районе Дагестана.
Образует сельское поселение село Герхмахи как единственный населённый пункт в его составе.

## География
Село расположено в центральном горном районе Дагестана. На стыке Акушинского Сергокалинского и Дахадаевского районов. По территории села протекает река Гамриозень.

## Население
| 1895  | 1926  | 1939  | 1970  | 1989  | 2002  | 2010  |
| ----- | ----- | ----- | ----- | ----- | ----- | ----- |
| 600   | ↗611  | ↗788  | ↗899  | ↗1189 | ↗2039 | ↗2087 |
| 2012  | 2013  | 2014  | 2015  | 2016  | 2017  | 2018  |
| ↘2070 | ↘2054 | ↘2037 | ↘2032 | ↘2015 | ↗2027 | ↗2043 |
| 2019  | 2020  | 2021  | 2023  | 2024  | 2025  |       |
| ↗2063 | ↘2038 | ↗2102 | ↘2098 | ↗2109 | ↗2144 |       |

## История
В октябре 1819 года бежавший от русских войск уцмий Адиль-хан получил убежище в Акуша-Дарго и был поселён в Герхмахи